# Olle Björling (musiker)
Elv Olle Björling, född 7 juli 1910 i Uppsala, död 6 oktober 1968 i Stockholm, var en svensk saxofonist.
År 1940 medverkade Björling i Sigurd Walléns film Beredskapspojkar. Han är begravd på Skogskyrkogården i Stockholm.